# Maison à contreforts de Pondaurat
La maison à contreforts de Pondaurat est une demeure particulière située dans le département français de la Gironde, sur la commune de Pondaurat, en France.

## Localisation
Le bâtiment est situé au cœur du village, en face de l'église Saint-Antoine, sur le côté ouest de la route départementale D12 qui mène, vers le sud, à Savignac.

## Historique
L'édifice, construit au XIVe siècle, a initialement servi d'hôpital pour le monastère des Antonins situé sur l'autre côté de la route ; il est inscrit au titre des monuments historiques par arrêté du 12 juillet 1990 pour sa façade et sa toiture.

## Notes et références

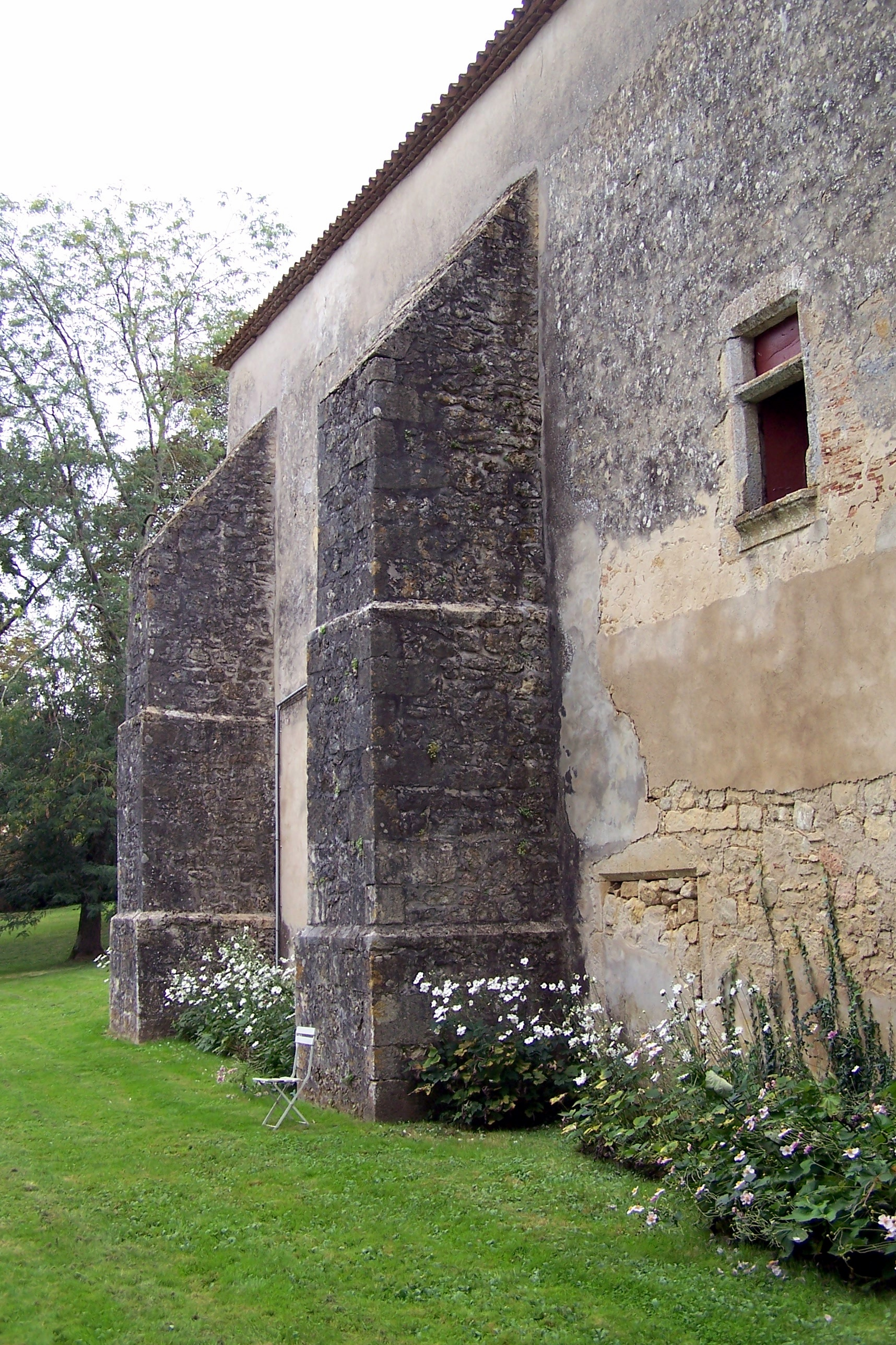
Autre vue au sud-ouest (sept. 2011)